# Saint-Senier-de-Beuvron
Saint-Senier-de-Beuvron är en kommun i departementet Manche i regionen Normandie i norra Frankrike. Kommunen ligger i kantonen Saint-James som tillhör arrondissementet Avranches. År 2022 hade Saint-Senier-de-Beuvron 329 invånare.

## Befolkningsutveckling
Antalet invånare i kommunen Saint-Senier-de-Beuvron
| Referens: INSEE |